# Гроб Бранка Радичевића на Стражилову
Гроб Бранка Радичевића на Стражилову је знаменито место великог значаја, посвећено знаменитом српском песнику Бранку Радичевићу, на истоименом брду на Фрушкој гори, а изнад Сремских Карловаца.

## Значај
Велики песник српског романтизма, Бранко Радичевић, као и други ђаци знамените Карловачке гимназије, походио је Стражилово током слободног времена у време свог школовања у Сремским Карловцима (1837—1840). Стражилову је посветио своју познату песму Ђачки растанак, где је, већ опхрван туберкулозом, изразио је жељу да вечно почива на ово месту. Међутим, Радичевић је умро у Бечу 1853. године у својој 29. години, где је првобитно и сахрањен.
На тридесетогодишњицу смрти великог песника дат је подстицај да се његови остаци преместе у Сремске Карловце, на Стражилово. Бранково тело свечано је пренето из Беча на Стражилово 22. јуна 1883. године. 1885. године Карловчани су подигли и споменик достојан песника. Он је изведен по пројекту Светозара Ивачковића, а извео га је Италијан Петар Китузи из Дубровника. Грађевински камен за споменик допремљен из различитих крајева где је живео српски народ. По средини пирамиде на врху исцртан је крст, а испод њега су уклесане речи: „Бранку – српски народ”. У подножју споменика постављена је надгробна плоча, пренесена из Беча, са текстом:
Споменик је свечано откривен 27. септембра 1885. године уз присуство великог броја грађана и посланика Српског народно-црквеног сабора.
Током Другог светског рата усташе су разрушиле гроб, а поново је обновљен приликом стогодишњице Бранковог песништва.